# Rivnei nemzetközi repülőtér
A Rivnei nemzetközi repülőtér (IATA: RWN, ICAO: UKLR) Ukrajna egyik nemzetközi repülőtere, amely Rivne közelében található. Éves utasforgalma 6403 fő .

## Futópályák
A repülőtér futópályái:
- 05/23
- 12/30

## Forgalom
Az utasforgalom az elmúlt években az alábbi módon változott:
| Utasok száma | 394  | 6997 | 3472 | 6403 | 11 031 | 618  |
|              | 2015 | 2016 | 2017 | 2018 | 2019   | 2021 |